# Пакино (Вологодская область)
Пакино — деревня в Кадуйском районе Вологодской области.
Входит в состав Никольского сельского поселения, с точки зрения административно-территориального деления — в Никольский сельсовет.
Расположена на правом берегу реки Андога. Расстояние по автодороге до районного центра Кадуя — 30 км, до центра муниципального образования села Никольское — 6 км. Ближайшие населённые пункты — Ковалево, Митенская, Солохта.
По данным переписи в 2002 году постоянного населения не было.